# Занзибарски галаго
Занзибарски галаго (лат. Galagoides zanzibaricus) је врста полумајмуна из породице галага (Galagidae). 

## Распрострањење
Ареал врсте је ограничен на једну државу – Танзанију.

## Станиште
Станишта врсте су шуме и речни екосистеми до 1.100 метара.

## Угроженост
Ова врста није угрожена, и наведена је као последња брига јер има широко распрострањење.